# Giovanna di Castiglia
Giovanna di Castiglia és una òpera composta per Antonio José Cappa. Es va estrenar al Gran Teatre del Liceu de Barcelona el 2 de desembre de 1848.